# Richard H. Tedford
Richard Hall Tedford (25 de abril de 1929 – 15 de julio de 2011) fue un conservador emérito en el Departamento de Paleontología Vertebrada del Museo Americano de Historia Natural en Nueva York, habiendo sido nombrado conservador en 1969.
Nació en Encino, California, y recibió un bachillerato en la Universidad de California, Los Ángeles, con una importante distinción en Química y ganó su Ph.D. en la Universidad de California, Berkeley en 1959.
Tedford era una de las autoridades más importantes en la evolución de los Carnívoros y trabajó, a menudo junto al profesor Xiaoming Wang, en la historia de los fósiles de Canidae estableciendo la base en su relación evolutiva a lo largo de 40 millones de años.
Tedford residía en Demarest, Nueva Jersey al momento de su muerte el 15 de julio de 2011, tras haber vivido anteriormente en la cercana Cresskill. Después de sufrir cáncer de colon, su muerte fue consecuencia de una fractura craneal en una caída accidental en su casa.
Por su trabajo en mamíferos en el yacimiento de fósiles australianos en Riversleigh, es conmemorado en el nombre científico de la especie de murciélago del Eoceno Rhinonicteris tedfordi.

## Publicaciones
- Filogenético systematics del fósil norteamericano Caninae (Carnivora, Canidae) 2009
- Perros: Sus Parientes de Fósil e Historia Evolutiva. Xiaoming Wang Y Richard H. Tedford,
- Filogenético systematics del Borophaginae (Carnivora, Canidae) / Xiaoming Wang, Richard H. Tedford, Beryl E. Taylor. Nueva York : Museo americano de Historia Natural, c1999.
- El terrestre Eocene-Oligocene transición en América del Norte, 433@–452. Nueva York: Cambridge Prensa Universitaria, Wang, X.-M., y R.H. Tedford. 1996. Canidae. En D.R. Prothero Y R.J. Emry (Editores)
- Ascendencia: historia evolutiva, molecular systematics, y ecología evolutiva de Canidae. La biología y conservación de salvaje canids. Nueva York: Oxford Prensa Universitaria, Wang, X.-M., R.H. Tedford, B. Furgoneta Valkenburgh, y R.K. Wayne. 2004.
- Revisión de algún Carnivora (Mammalia) del Thomas Cultiva fauna local (Hemingfordian, Gilchrist Condado, Florida) por Richard H. Tedford, Museo americano de Historia Natural, 1976

Tardío Cenozoic Yushe Cuenca, Shanxi Provincia, China: Geología y Mamíferos de Fósil, Richard Tedford, Zhan-Xiang Qiu, Lawrence Flynn 2012